# Petrosaviaceae
Petrosaviaceae је назив фамилије примитивних монокотиледоних скривеносеменица. Обухвата само два рода, Japonolirion и Petrosavia, са укупно четири врсте које расту местимично у источној и југоисточној Азији. Родови ове фамилије најчешће су сврставани у фамилију Liliaceae; статус фамилије Petrosaviaceae није признат у свим класификационим схемама, али постоји у Тахтаџановој схеми (1997), као и у класификацијама APG II и APG III.
Биљке ове фамилије расту на великим надморским висинама. Цветови су са шест листића перијанта, сакупљени у класове са брактејама. Плод је сушни — мешак.